# شهرستان گولنگوف
شهرستان گولنگوف (به لهستانی: Powiat Goleniów) یک شهرستان در لهستان است که در استان پومرانی غربی واقع شده‌است. شهرستان گولنگوف ۱٬۶۱۶٫۹۹ کیلومتر مربع مساحت و ۷۸٬۷۳۸ نفر جمعیت دارد.